# James Edward Oglethorpe
James Edward Oglethorpe (Londres, 22 de dezembro de 1696 — Cranham, Inglaterra, 30 de junho de 1785) foi um general e filantropo inglês, considerado o fundador do estado de Geórgia (Estados Unidos). Como reformador social, ele esperava reassentar os "pobres dignos" da Grã-Bretanha no Novo Mundo, concentrando-se inicialmente naqueles em prisões de devedores.

## Vida
Nascido em uma proeminente família britânica, Oglethorpe deixou a faculdade na Inglaterra e uma comissão do Exército Britânico para viajar para a França, onde frequentou uma academia militar antes de lutar sob o comando do príncipe Eugênio de Sabóia na Guerra Austro-Turca. Ele voltou para a Inglaterra em 1718 e foi eleito para a Câmara dos Comuns em 1722. 

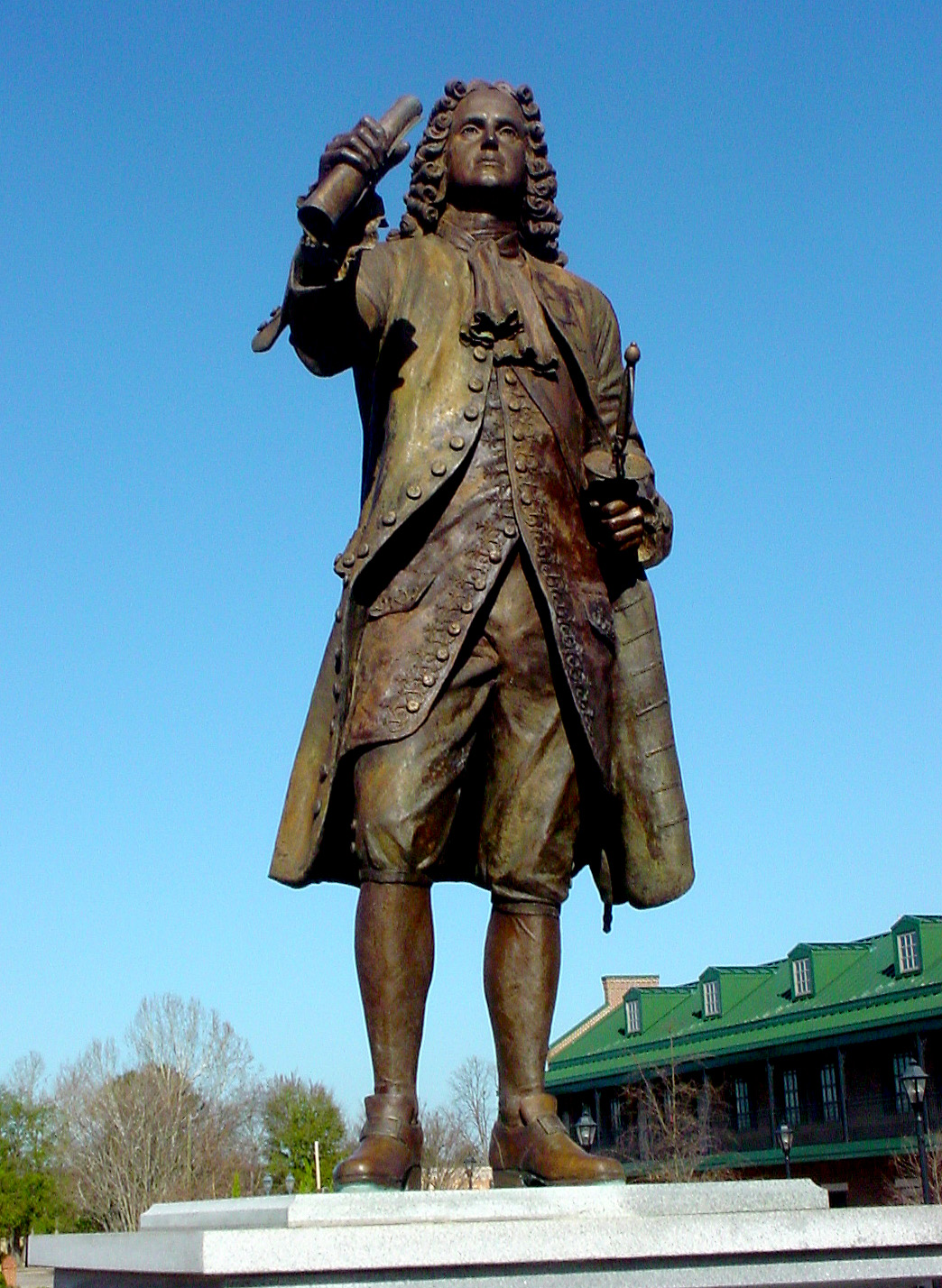
Estátua de James Oglethorpe

Seus primeiros anos foram relativamente indistintos até 1729, quando Oglethorpe foi nomeado presidente do Comitê de Prisões que investigava as prisões de devedores britânicos. Depois que o relatório foi publicado, para grande atenção, Oglethorpe e outros começaram a divulgar a ideia de uma nova colônia, para servir como um tampão entre as Carolinas e a Flórida espanhola. Depois de receber uma carta, Oglethorpe navegou para a Geórgia em novembro de 1732.
Ele foi uma figura importante no início da história da colônia, detendo muito poder civil e militar e instituindo a proibição da escravidão e do álcool. Durante a Guerra da Orelha de Jenkins, Oglethorpe liderou as tropas britânicas na Geórgia contra as forças espanholas baseadas na Flórida. Em 1740, ele liderou um longo Cerco de Santo Agostinho , que não teve sucesso. Ele então derrotou uma invasão espanhola da Geórgia em 1742. Oglethorpe deixou a colônia após outra invasão malsucedida de Santo Agostinho e nunca mais voltou. Ele liderou algumas tropas do governo no levante jacobita de 1745 e foi culpado pela derrota britânica no Clifton Moor Skirmish. Apesar de ter sido inocentado em uma corte marcial, Oglethorpe nunca mais ocupou o comando britânico. Ele perdeu a reeleição para a Câmara dos Comuns em 1754. Ele deixou a Inglaterra e pode ter servido disfarçado no exército prussiano durante a Guerra dos Sete Anos . Em seus últimos anos, Oglethorpe se destacou nos círculos literários, tornando-se próximo de James Boswell e Samuel Johnson.